# アレクサンドル・プロホロフ
アレクサンドル・ミハイロヴィチ・プロホロフ（ロシア語:Алекса́ндр Миха́йлович Про́хоров；ラテン文字転写の例:Aleksandr Mikhailovich Prokhorov, Alexander Prochorow, Aleksandr Michájlovič Próchorov、1916年7月11日 – 2002年1月8日）はオーストラリア生まれのソビエト連邦およびロシア連邦の物理学者である。

## 生涯
プロホロフは1916年、オーストラリア・クイーンズランド州のアサートンで、ロシア移民の家族に生まれたが、両親は1923年にソビエト連邦に戻る。1934年にプロホロフはレニングラード国立大学物理学部に入学。1939年に卒業後、モスクワのレベデフ物理学研究所に研究生（大学院生）として学んだ。
プロホロフは物理学者としてモスクワ国立大学の教授であり、1964年にはレーザーとメーザーの研究によりニコライ・バソフ、チャールズ・タウンズと共にノーベル物理学賞を受賞する。また1969年よりソビエト大百科事典の編集長を務め、1983年よりモスクワ物理工科大学の学長となった。冷戦時代末期には、米国の戦略防衛構想に対抗したソ連版スターウォーズ計画の開発で中心的役割を果たす。1982年から1998年にかけてロシア科学アカデミーの一般物理研究所所長を務め、その後に名誉所長となる。
2002年1月8日、モスクワにて死去。享年85。彼の死後、一般物理学研究所はA.M.プロホロフ名称一般物理研究所へと改名された。

## 受賞歴
- 1964年 - ノーベル物理学賞
- 1987年 - ロモノーソフ金メダル、ヘルムホルツ・メダル
- 2000年 - フレデリック・アイヴズメダル